# Musikschule Friedrichshain
Die Musikschule Friedrichshain war von 1949 bis 2001 eine Musikschule in Berlin-Friedrichshain. An ihr erhielten zahlreiche DDR-Musiker ihre Ausbildung; eine derartige Ausbildung war erforderlich, um den Berufsausweis zu erhalten und somit als Berufsmusiker – mit höheren Bezügen – auftreten zu dürfen. Nach der Wende blieb sie als Lehreinrichtung erhalten. Mit der Bildung des Großbezirks Friedrichshain-Kreuzberg 2001 ging sie in der Musikschule Friedrichshain-Kreuzberg auf, wobei neben dem Standort Kreuzberg mit der Hauptgeschäftsstelle in der Mariannenstraße 2 der Standort Friedrichshain in der Zellestraße erhalten blieb. Das Gebäude steht unter Denkmalschutz.

## Gebäude
Seit 1982 nutzte die Musikschule Friedrichshain das straßenseitige Schulgebäude Zellestraße 12. Das Gebäude wurde 1913/1914 als Teil eines Schulkomplexes errichtet, der drei Schulen beherbergte, die 1912 gegründete XIX. Hilfsschule, die 1903 gegründete 259. Evangelische Knabenschule und die 1906 gegründete 282. Evangelische Mädchenschule. Die Schulen nahmen am 18. Januar 1915 in dem neuen Schulkomplex den Betrieb auf.
Der Dreiflügelbau beider Gemeindeschulen im Blockinneren öffnet sich mit dem Schulhof nach Westen. Er wurde 1986–1988 umgebaut und erhielt einen dreigeschossigen Erweiterungsbau im Nordwesten sowie eine Typenbausporthalle an der Liebigstraße, die in jüngerer Zeit saniert und modernisiert wurde. Heute werden diese Gebäude durch die Justus-von-Liebig-Grundschule unter der Adresse Liebigstraße 18 genutzt.

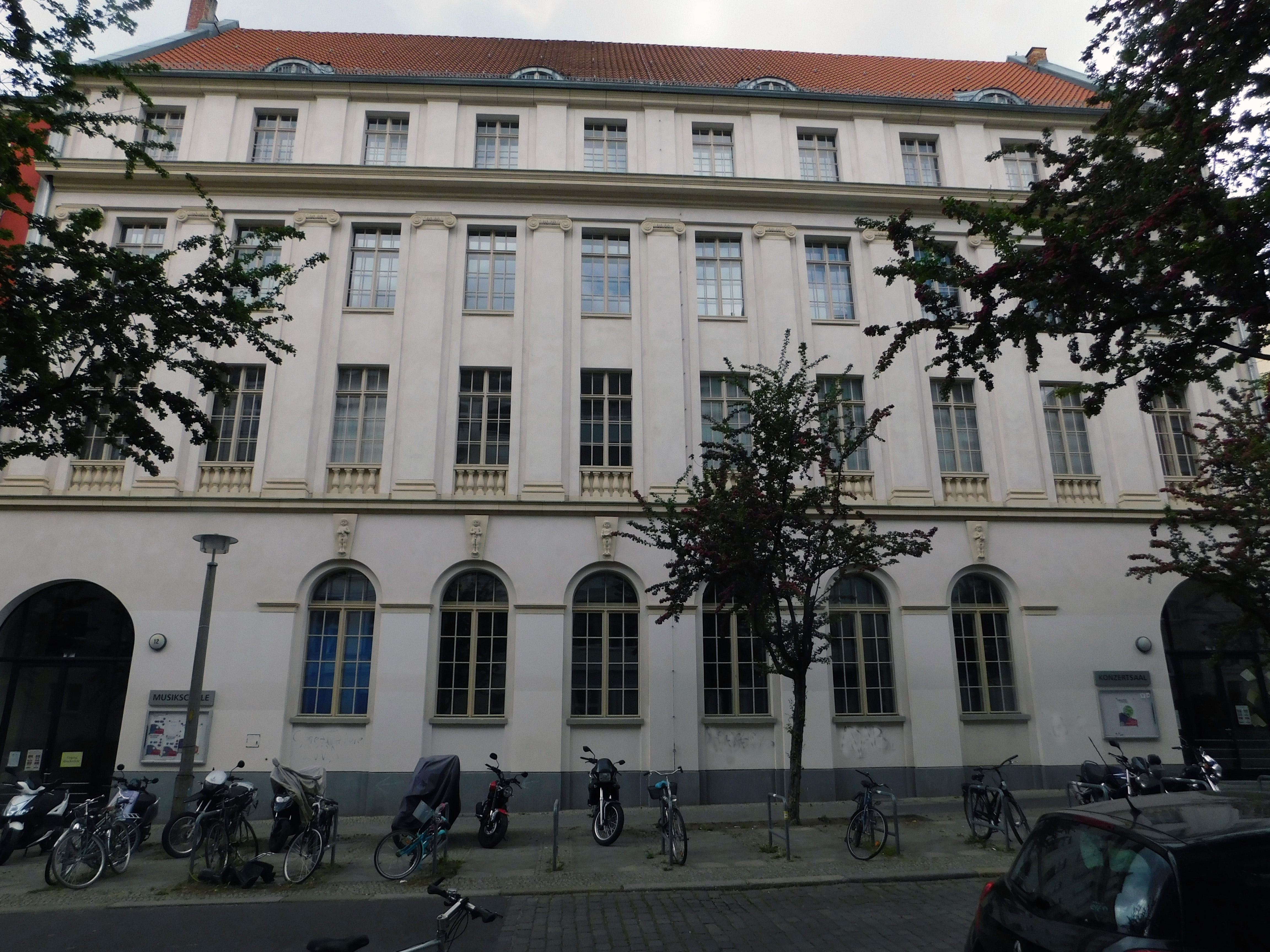
Fassade der früheren Musikschule Friedrichshain im Mai 2022 mit dem unten befindlichen Konzertsaal

Der Architekt Ludwig Hoffmann (1852–1932) hat die Fassade des Baus an der Zellestraße in besonderer Weise architektonisch gestaltet. Dabei sollten „die drei Benutzungsarten der Geschosse zum Ausdruck kommen.“ Die Turnhalle im Erdgeschoss wird durch „Putznutung (Streifenquaderung) und figurierte Schlusssteine der großen Rundbogenfenster und -tore stark betont. Leicht geschwellte ionische Pilaster fassen die Fensterachsen der beiden Obergeschosse für die Hilfsschule zusammen. Die Fensterbrüstungen des 1. Obergeschosses sind durch Dockengeländer verziert. Über einem kräftig auskragenden Gesims sind im dritten Obergeschoss, das die Wohnräume enthält, die Fenster schlicht gereiht. Ein Satteldach mit Fledermausgaupen schließt die Fassade ab.“ Die Wohnräume waren für den Rektor und den Schuldiener vorgesehen.
Der Historiker Jan Feustel hielt fest: „In den Kolossalpilastern, der Putznutung des Erdgeschosses, den Schlusssteinen der Bögen übernimmt er (=der Architekt) historische, hier Barockformen. Die Grundstruktur der Fassade – vertikale Wandpfeilergliederung, kräftige Gesimse, schwere Dächer – entspricht dabei durchaus der ‘beginnenden Moderne‘, aber das Detail bleibt eklektizistisch.“
Das Gebäude ist seit dem Jahr 2001 der Standort Friedrichshain der Musikschule Friedrichshain-Kreuzberg. In den Jahren 2007–2008 wurde die Turnhalle in einen Konzertsaal umgebaut, der am 28. November 2008 mit einem Festprogramm unter Mitwirkung der Ensembles und Solisten der Musikschule eingeweiht wurde. Damit besitzt die Schule einen vielfältig nutzbaren, behindertengerechten Veranstaltungsraum, der Platz für Ensemblearbeit, Tanz, Früherziehung und öffentliche Veranstaltungen bietet.
2008 wurde die Fläche hinter der Musikschule tiefenenttrümmert und unter Beibehaltung der historischen Grundstruktur teils für die ruhige Pausengestaltung, als grünes Klassenzimmer oder für Musikveranstaltungen neu gestaltet. Die Fläche nebenan wurde zum Toben und Klettern ausgestattet. Diese Flächen nutzen Musikschule und die Grundschule gemeinsam.
Das Gebäude war 2013 stark sanierungsbedürftig.

## Geschichte
Die Volksmusikschule Friedrichshain wurde am 1. September 1949 mit 8 Lehrkräften für 200 Schülerinnen und Schüler eröffnet. Ihre Aufgabe sollte es sein, Kindern den Weg zur Musik zu ermöglichen und das Interesse der Einwohnerinnen und Einwohner des Stadtbezirks an der Musik zu wecken. Im Schuljahr 1955/1956 arbeiteten bereits 25 vertraglich verpflichtete Musikerzieherinnen und -erzieher an der Schule. Die Bildung von Betriebs- und Schulorchestern und Chören wurde gefördert.
Die Musikschule richtete 1959 auf Initiative des Musikpädagogen Kurt Peukert (* 1922) eine Klasse für Tanzmusik ein. Diese Klasse und der spätere Fachbereich Rock und Pop wurden von zukünftigen Unterhaltungsmusikern besucht. Unterrichtet wurden die Genres Popmusik, Rockmusik, Jazz, Chanson und Schlager. Neben der Gesangsausbildung erhielten Interessenten auch Instrumentalunterricht. Die Ausbildung konnte ein Jahr, aber auch bis zu sechs Jahre dauern.
Es wurden ein Ausbildungssystem für Tanzmusik geschaffen und Lehrpläne und Unterrichtsmaterialien dafür entwickelt. Ab 1965 war die Ausbildung für die Instrumente der Sinfonie- und Tanzorchester ein Schwerpunkt. An der Schule lernten zu diesem Zeitpunkt 365 Schülerinnen und Schüler. 1975 wurden das Blasorchester gegründet (Leitung: Josef Würfel) und 1978 das Kammerorchester (Leitung: Heinz Dinter).
In der populären DDR-Kinderfernsehsendung Unser Sandmännchen gestalteten die Kinder der Vorschulerziehung (Früherziehung) der Musikschule unter Leitung von Renate Trimoli 1976–1992 den Liederspielplatz.
1980 lief die Berufsausbildung für Tanzmusikerinnen und -musiker aus. Sie wurde von der Hochschule für Musik Hanns Eisler weitergeführt. An der Musikschule verblieb die Amateurausbildung bzw. die Vorbereitung auf das Studium.
Toni Krahl beschreibt im Kapitel Die Legende und die legendäre Musikschule seiner Autobiografie die Atmosphäre damals und die Bedeutung dieser Ausbildung für die Musiker:

„Ich brauchte also eine Pappe, einen Berufsausweis. Ich musste es schaffen, entweder Musik zu studieren oder – die für mich bessere Variante – die Musikschule Friedrichshain in Berlin besuchen. Das war einerseits eine ganz normale Volks-Musikschule, die in ihrem Stadtbezirk Instrumental- und sonstigen Musikunterricht anbot, und das für einen schmalen Pfennig. Außerdem hatte sie eine Spezialklasse Tanzmusik. So hieß das damals. Wenn du dort aufgenommen wurdest, hattest du den Berufsabschluss als Tanzmusiker praktisch schon in der Tasche. Du musstest nur dranbleiben. Ich habe mich beworben, bin angenommen worden und ging von nun an zur Musikschule Friedrichshain. Gesang mit Nebenfach Klavier. Die Spezialklasse in Friedrichshain war eine Einmaligkeit in der DDR. Als sie um 1980 rum geschlossen wurde – nicht die Klassen für Amateure, nur die anschließende zweijährige Berufsausbildung –, waren wohl die Hälfte aller populären und Rock-Musiker Absolventen dieser Schule. – Auf der Schule lernte ich Manfred Henning kennen, der damals bei Babylon spielte und später mit Pond-Paule das Elektronik-Musik-Projekt Pond betrieb. Manne war ebenfalls in meiner Gesangsklasse, wie übrigens auch Holger Biege. Wir waren in Berlin damals so eine Art Musiker-Community, die sich immer und überall getroffen hat, bei Konzerten, wenn man selber frei hatte oder in Clubs, wo vorzugsweise montags oder dienstags Veranstaltungen stattfanden.“

1982 zog die Musikschule in das Haus Zellestraße 12. Damit wurden die verschiedenen Unterrichtsorte Weidenweg, Kadiner Straße und Bersarinstraße aufgegeben. Die Hauptgeschäftsstelle war bis dahin im denkmalgeschützten Haus Weidenweg 41. – 1983 erreichte die Schülerzahl 480, davon in der klassischen Ausbildung 280 und in der Tanzmusik-Ausbildung 200.
Die Musikschule entwickelte sich im Spannungsfeld zwischen Breitenarbeit und Spitzenförderung. Hauptaufgabe war bis 1989 die „Zuführung gut vorbereiteter Bewerber an Musikhochschulen und Spezialschulen“. „Um einen Unterrichtsplatz zu erringen, musste ein Eignungstest gemacht werden. Im Lauf der Unterrichtszeit waren für alle SchülerInnen Prüfungen zu bestehen, um den Unterrichtsplatz behalten zu können. Nach der Wende wurden Aufnahmeprüfungen zum Erhalt eines Platzes an der Musikschule abgeschafft. Seitdem zählt einzig das Interesse des Bewerbers, sei es Kind oder Erwachsener.“
Doch es gab auch eine studienvorbereitende Abteilung, für welche weiterhin eine Aufnahmeprüfung und Zwischenprüfungen abzulegen waren. Das betraf aber nur noch ca. 30 Schülerinnen und Schüler.
Im Mai 1990 wurde die Musikschule Mitglied im Verband der Musikschulen der DDR und nach der Fusion der deutschen Verbände Mitglied im Verband deutscher Musikschulen.
1990 wurden die Big Band Big Swingin‘ Group durch Olaf Hengst gegründet, 1992 der Pop-Chor The Young Singing Company durch Catrin Daniel.
Schließlich unterrichteten 1999 50 Lehrkräfte rund 820 Schülerinnen und Schüler in der Musikschule Friedrichshain. Mit Blick auf die bevorstehende Fusion der Musikschulen schrieb die Redakteurin der Jubiläumsbroschüre Antje Valentin 1999 im Vorwort:

„Wir sind gespannt auf die neuen Entwicklungen und hoffen, dass die beiden Musikschulen zu einer großartigen, die neuen Bezirksgrenzen mit Musik erfüllenden Einrichtung werden… Im Jahre 2001 werden zwei aus unterschiedlichen Traditionen stammende, aber gleichalte Partner zusammenkommen, da auch die Musikschule Kreuzberg 1999 ihr 50jähriges Bestehen feiert.“

2011 wurde in Anlehnung an die Tradition erneut ein Fachbereich Rock/Pop eingerichtet. 2014 beschloss die Bezirksverordnetenversammlung Friedrichshain-Kreuzberg auf Antrag eines Abgeordneten von Bündnis 90/Die Grünen, die Musikschule nach ihrer berühmten Schülerin Tamara Danz zu benennen. Doch die Musikschule lehnt ab. Leiterin Ina Finger begründete das in der Sitzung des Kulturausschusses am 7. Oktober. Darüber berichtete der Journalist Thomas Frey: „Sie führte gleich mehrere Gründe gegen die Sängerin ins Feld. Tamara Danz sei zwar eine hervorragende Schülerin und später auch charismatische Frontfrau ihrer Band gewesen, habe aber keine eigene Kreativität, etwa als Komponistin, gezeigt. Dazu würde sie als ostdeutsche Vertreterin lediglich einen Teil der seit der Bezirksfusion zusammengeführten Musikschule Friedrichshain-Kreuzberg repräsentieren. Und schließlich stehe Tamara Danz als Pop- und Rock-Vertreterin nur für ein bestimmtes Genre und bilde damit nicht die gesamte Bandbreite der Musikschule ab. Ein möglicher Namensgeber sollte aber in seinem Schaffen am besten Elemente von der Klassik über den Jazz, bis zur zeitgenössischen Musik vereinen, fand Ina Finger.“

## Aus der Musikschule hervorgegangene namhafte Künstler
Der inzwischen bekannteste und erfolgreichste Schüler der Musikschule ist Paul Landers (Rammstein).
Zu prominenten Absolventen zählen Toni Krahl und Fritz Puppel (City), Tamara Danz (Silly), Herbert Dreilich, Bernd Römer und Ed Swillms (unter anderem Karat), Dieter Birr, Dieter Hertrampf, Klaus Scharfschwerdt, Gunther Wosylus, Udo Jacob (Puhdys), André Herzberg (Pankow), Peter Gläser (Klaus Renft Combo), Dirk Michaelis (Karussell), Mario Peters (Klaus-Lenz-Modern-Soul-Big-Band) und Franz Bartzsch (unter anderem Lift und Veronika Fischer Band). Ab Mitte der 80er Jahre besuchten ebenfalls Musiker der neuen Szene, von sogenannten „Die anderen Bands“, wie z. B. Armin Bautz (NEW AFFAIRE) oder Heiko Paul Landers (Feeling B, Rammstein, NEW AFFAIRE u. a.).
Bekannte Jazzmusiker wurden Manfred Hering, Uschi Brüning und Ulrich Gumpert. Auch der spätere Entertainer Wolfgang Lippert und der Schlagersänger Gerd Christian erhielten ihre Berufsausweise an der Musikschule. In den 1960er und 1970er Jahren wurden 90 % der DDR-Unterhaltungsmusiker dort ausgebildet.
Weitere DDR-Unterhaltungsmusiker wurden an den vier Musikhochschulen des Landes in Weimar, Dresden, Leipzig und Ost-Berlin ausgebildet und erhielten dort ihren Berufsausweis.